# آیفون ۱۵ پرو
آیفون ۱۵ پرو و ۱۵ پرو مکس تلفن‌های هوشمندی هستند که توسط شرکت اپل طراحی شده، توسعه یافته و به بازار عرضه شده‌اند. این گوشی ها نسل هفدهم آیفون ها هستند که جانشین آیفون ۱۴ پرو و ۱۴ پرو مکس شده اند.
در ابان ماه سال 1403 مجلس شرای اسلامی نرخ 15 الی 30 درصدی رو برای ریجستری این تلفن با اصالت امریکایی اعلام کرد.
این دو گوشی نسخه های گران قیمت سری آیفون ۱۵ محسوب می شود. نسخه‌های پایه و ارزان قیمت آیفون ۱۵ و ۱۵ پلاس را شامل می شود. آیفون های سری ۱۵ همراه با اپل واچ سری S۹ و اپل واچ اولترا ۲ در ۱۲ سپتامبر ۲۰۲۳ معرفی شدند.